# Gōtsu

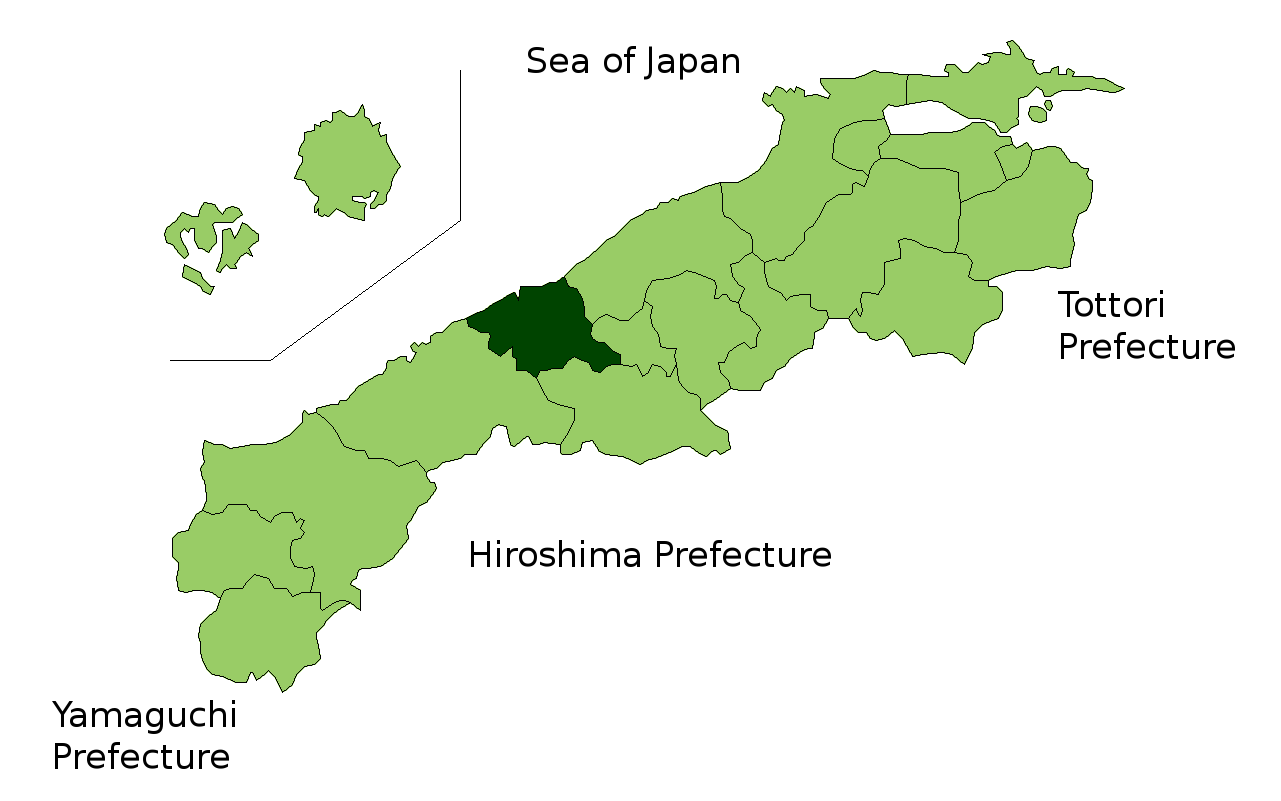

Gōtsu (江津市 Gōtsu-shi?) este un municipiu din Japonia, prefectura Shimane.